# Anguille Mountains
Anguille Mountains är en bergskedja i Kanada.   Den ligger i provinsen Newfoundland och Labrador, i den östra delen av landet, 1 300 km öster om huvudstaden Ottawa.
Trakten runt Anguille Mountains är nära nog obefolkad, med mindre än två invånare per kvadratkilometer.